# Willisau
Willisau est une ville et une commune suisse du canton de Lucerne, située dans l'arrondissement électoral de Willisau.

## Histoire
En 2004, la fusion des anciennes communes de Willisau Stadt et Willisau Land est acceptée en votation pour le 1er janvier 2006.
Depuis le 1er janvier 2021, la commune de Gettnau est intégrée à celle de Willisau.

## Géographie

Vue aérienne (1949)

La ville de Willisau est située dans l'arrière-pays de Lucerne, au bord des contreforts nord de la Napf. Au confluent des rivières Buchwigger et Enziwigger. Divers nouveaux quartiers ont été construits autour de la ville historique au cours des 40 années dernières. Willisau est la plus grande commune de la circonscription de Willisau avec ses 4 118 hectares et environ 7 600 habitants, au regard de la superficie et de la population. La commune est délimitée au nord par la vallée transversale Huttwil-Gettnau-Alberswil. La communauté s'étend pour la plupart sur les contreforts nord de la montagne Napf et pousse en même temps à l'ouverture supérieure Wiggertal,.

## Culture et patrimoine

### Héraldique
| Blason | Blasonnement : D'or au lion rampant de gueules armé d'argent Commentaires : Les armoiries de Willisau sont proches de celles de la commune de Laufenburg dans le Canton d'Argovie (Suisse). |

### Monuments et curiosités
- Le Château

### Spécialités culinaires

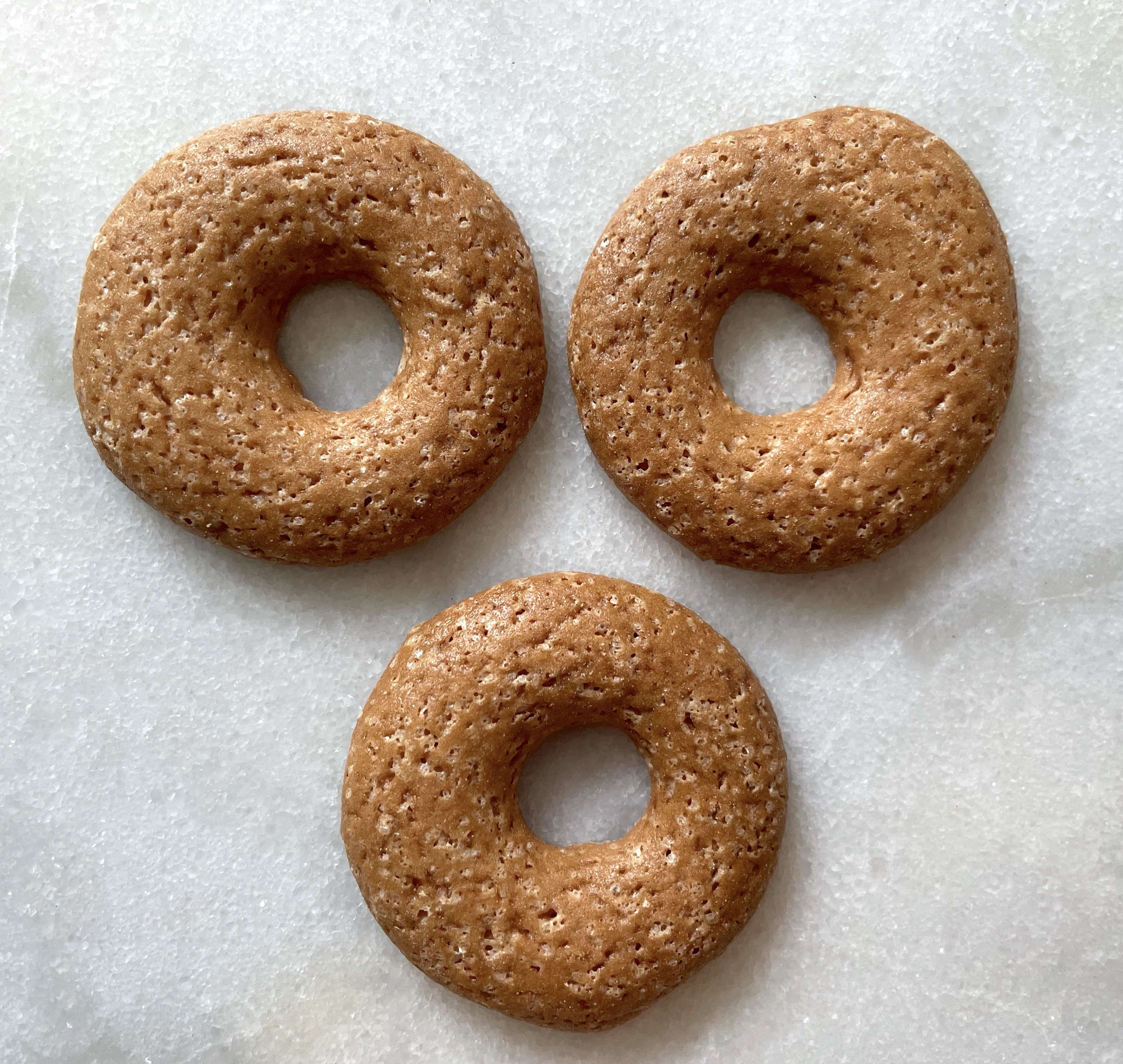
Anneaux de Willisau

Le Willisauer-Ringli, biscuit dur en forme d'anneau, a été popularisé par Heinrich Maurer dès 1850.